# Portada/efemèride agost 18
Brian W. Aldiss
« 17 d'agost · 18 d'agost · 19 d'agost »